# Ślemień (gemeente)
De gemeente Ślemień is een landgemeente in het Poolse woiwodschap Silezië, in powiat Żywiecki.
De zetel van de gemeente is in Ślemień.
Sołectwo: Ślemień, Kocoń en Las.
Op 30 juni 2004 telde de gemeente 3425 inwoners.

## Oppervlakte gegevens
In 2002 bedroeg de totale oppervlakte van gemeente Ślemień 45,87 km², waarvan:
- agrarisch gebied: 37%
- bossen: 58%

De gemeente beslaat 4,41% van de totale oppervlakte van de powiat.

## Demografie
Stand op 30 juni 2004:
| Omschrijving                   | Totaal | Totaal | Vrouwen | Vrouwen | Mannen | Mannen |
| ------------------------------ | ------ | ------ | ------- | ------- | ------ | ------ |
| eenheid                        | aantal | %      | aantal  | %       | aantal | %      |
| inwoners                       | 3425   | 100    | 1763    | 51,5    | 1662   | 48,5   |
| bevolkingsdichtheid (inw./km²) | 74,7   | 74,7   | 38,4    | 38,4    | 36,2   | 36,2   |

In 2002 bedroeg het gemiddelde inkomen per inwoner 1340,17 zł.

## Aangrenzende gemeenten
Andrychów, Gilowice, Łękawica, Stryszawa, Świnna